# Arquidiócesis de Numea
La arquidiócesis de Numea (en latín: Archidioecesis Numeana y en francés: Archidiocèse de Nouméa) es una circunscripción eclesiástica de la Iglesia católica en Nueva Caledonia. Se trata de una arquidiócesis latina, sede metropolitana de la provincia eclesiástica de Numea. Desde el 14 de enero de 2025 su arzobispo es Susitino Sionepoe, de la Sociedad de María.

## Territorio y organización

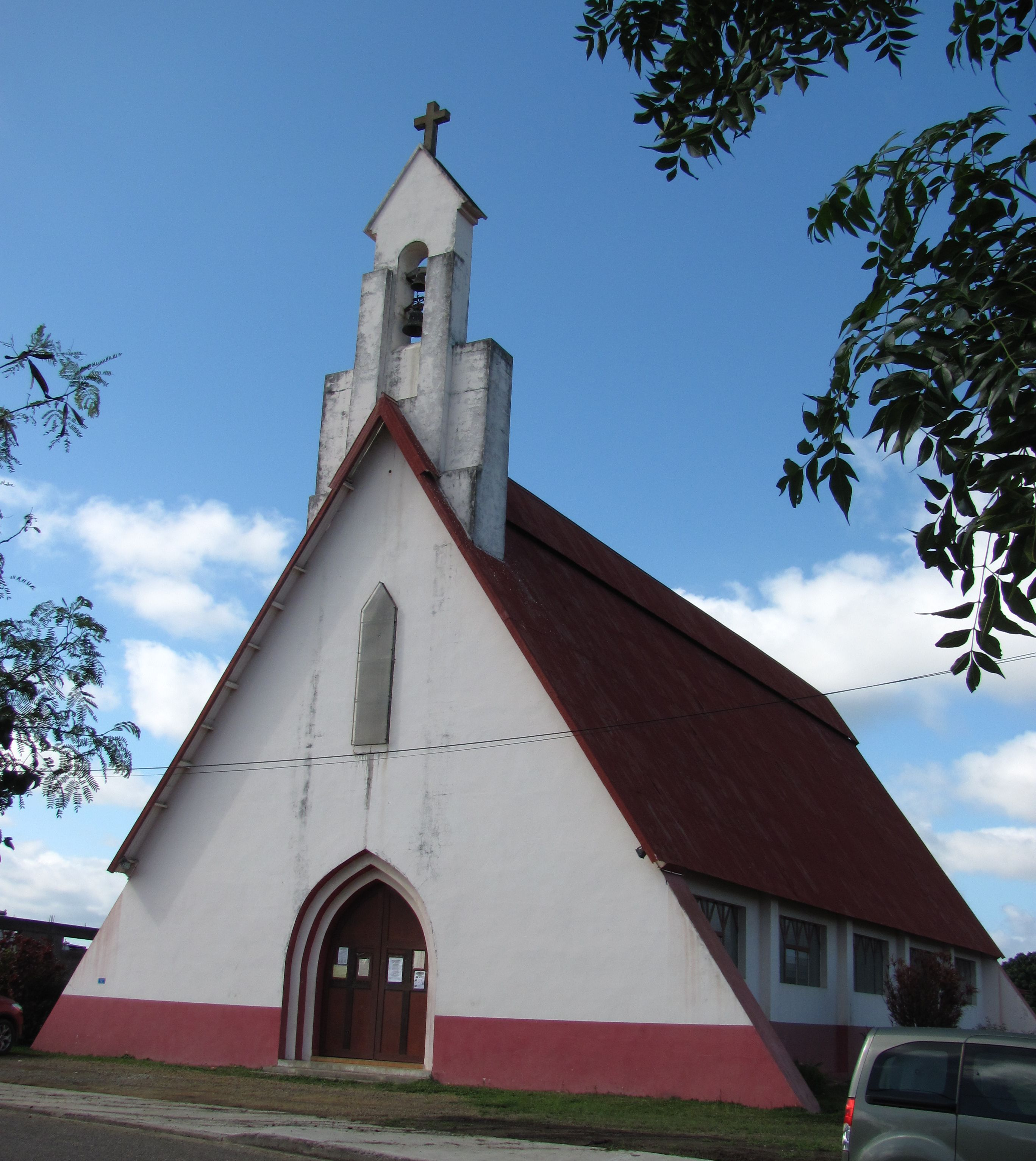
Iglesia de la Asunción de Nuestra Señora, en Koné

La arquidiócesis tiene 18 575 km² y extiende su jurisdicción sobre los fieles católicos de rito latino residentes en Nueva Caledonia, una colectividad territorial sui géneris de Francia en Oceanía.

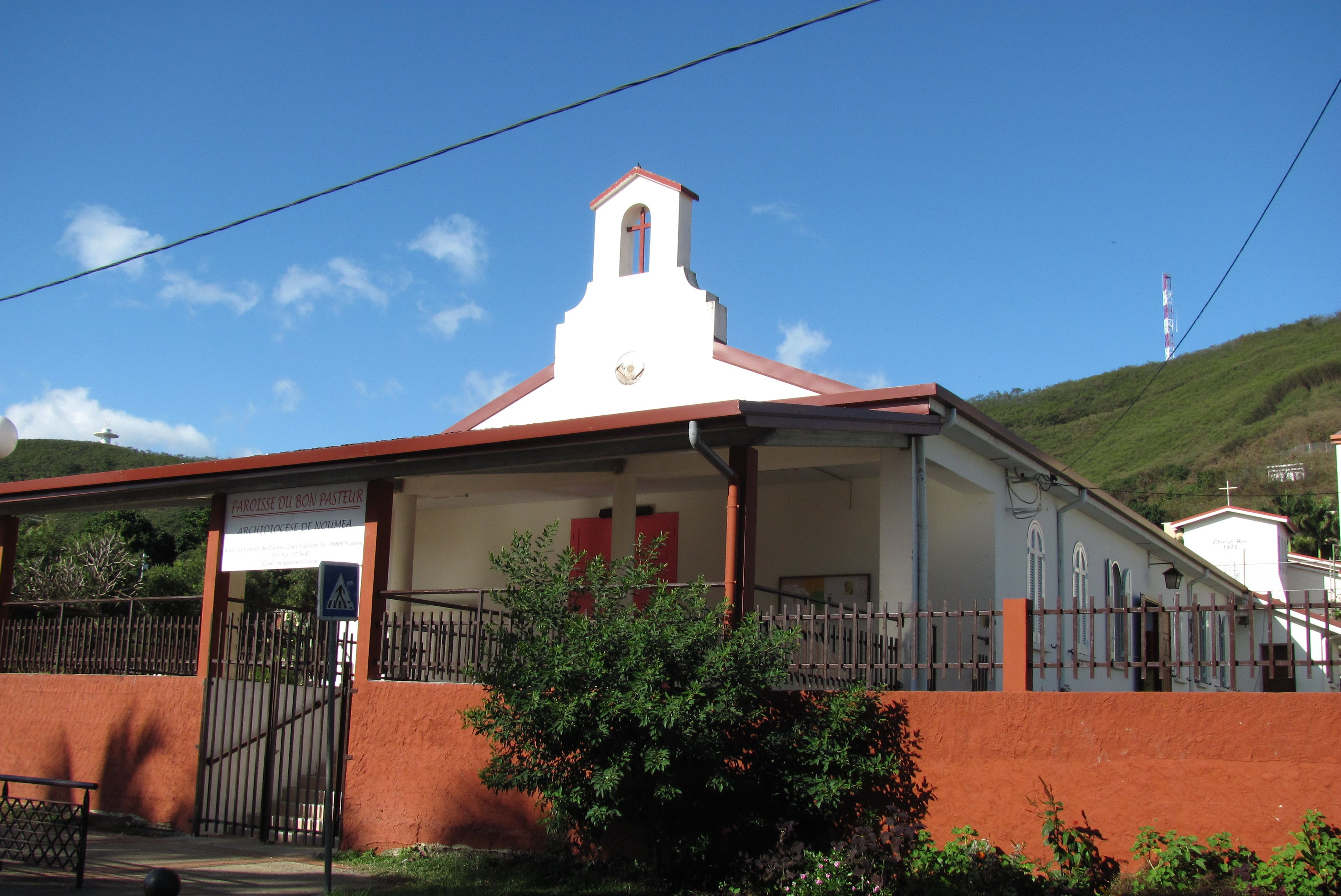
Iglesia del Buen Pastor, en Numea

La sede de la arquidiócesis se encuentra en la ciudad de Numea, en la isla de Grande Terre, en donde se halla la Catedral de San José.

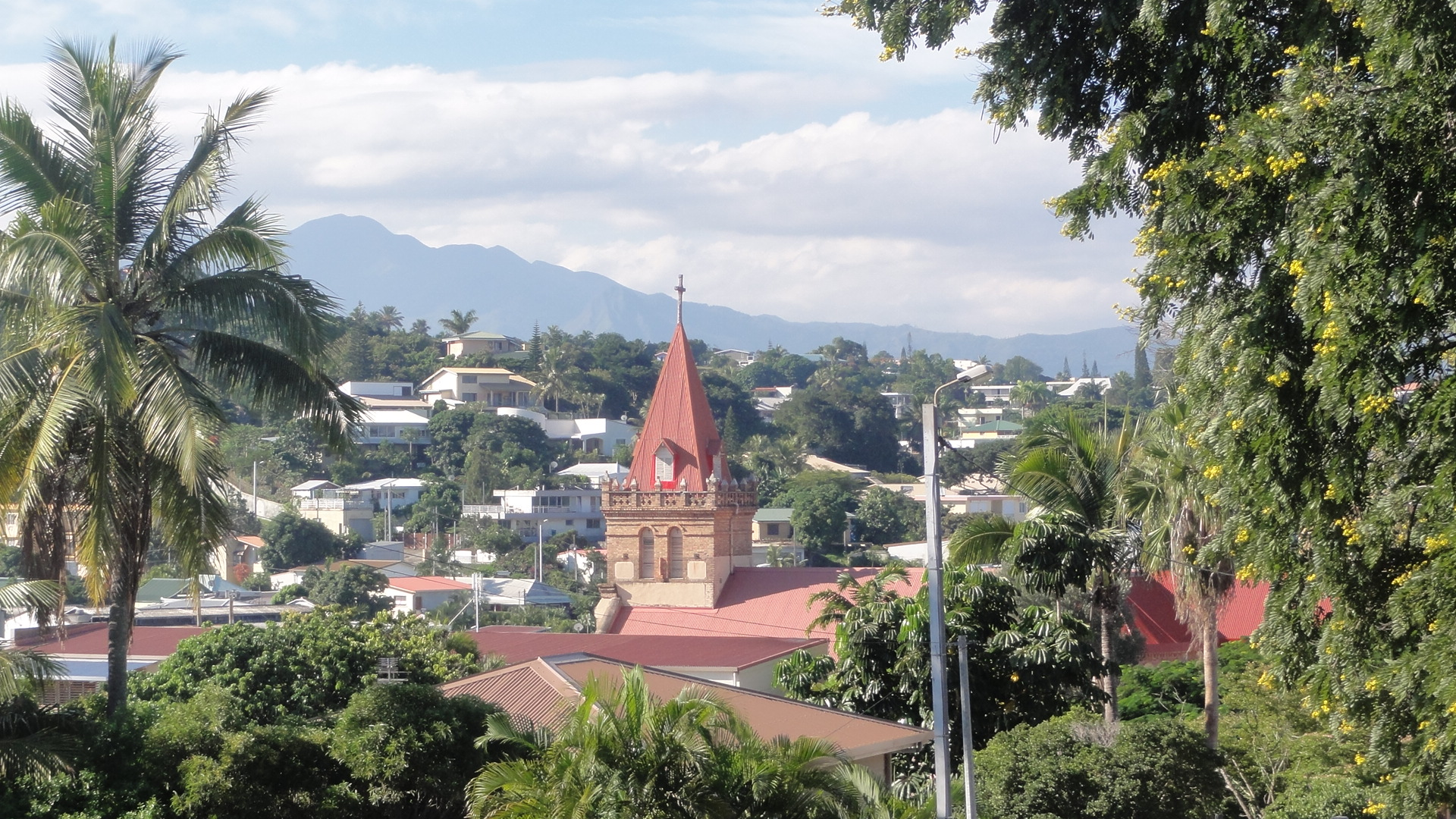
Iglesia de San Juan Bautista, en Numea

La arquidiócesis tiene como sufragáneas a las diócesis de Port Vila y de Wallis y Futuna.

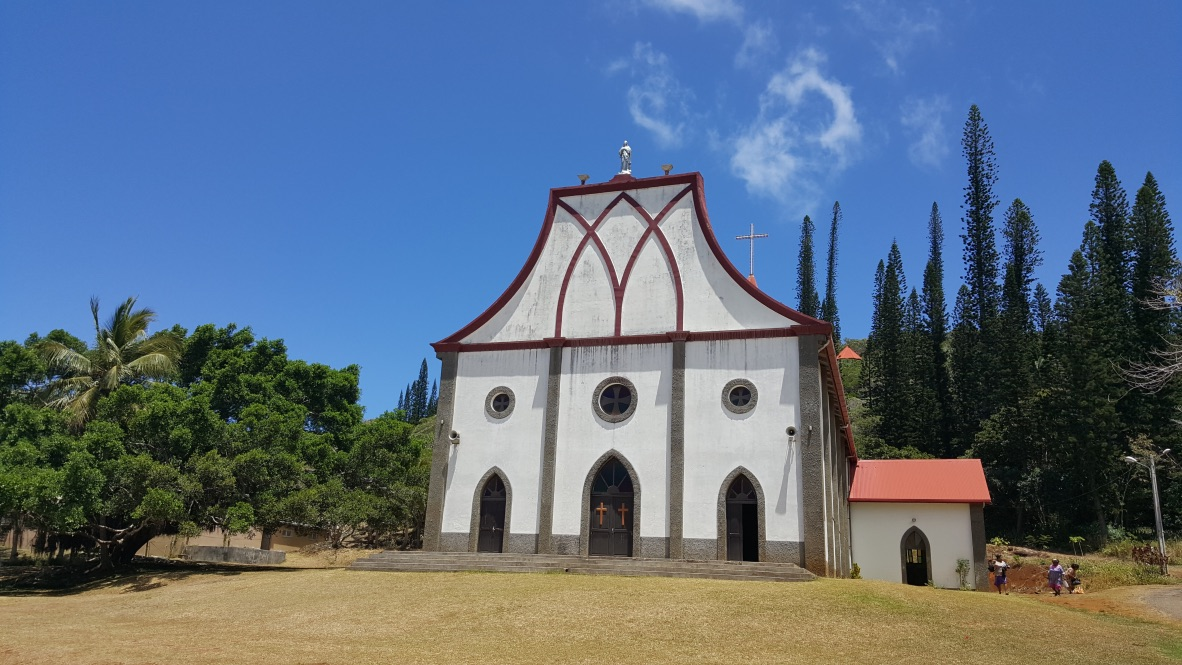
Iglesia de la Asunción de Nuestra Señora, en la isla de los Pinos

En 2023 en la arquidiócesis existían 29 parroquias.

## Historia
La misión católica en Nueva Caledonia comenzó a fines de 1843, cuando por primera vez un grupo de cinco misioneros maristas, encabezados por el obispo Guillaume Douarre, desembarcaron en la isla. Los modestos comienzos de la misión se vieron agravados por la persecución de Bouarate, un líder local, que obligó a los misioneros a refugiarse en la isla de Los Pinos.
El vicariato apostólico de Nueva Caledonia fue erigido el 23 de julio de 1847 mediante el breve Apostolici ministerii del papa Pío IX separando territorio del vicariato apostólico de Oceanía Central (hoy diócesis de Tonga). Pero fue recién al año siguiente que los misioneros pudieron regresar a Nueva Caledonia para reanudar el trabajo de evangelización en la isla.
El 26 de octubre de 1890 se bendijo e inauguró la Catedral de Numea, consagrada cuatro años después.
El 9 de febrero de 1901 cedió una parte de su territorio para la erección de la prefectura apostólica de las Nuevas Hébridas (hoy diócesis de Port-Vila).
El 21 de junio de 1966, mediante la bula Prophetarum voces del papa Pablo VI, el vicariato apostólico fue elevado al rango de arquidiócesis metropolitana y tomó su nombre actual.

## Estadísticas
Según el Anuario Pontificio 2024 la arquidiócesis tenía a fines de 2023 un total de 142 500 fieles bautizados.
| Año                                                                             | Población            | Población | Población      | Sacerdotes | Sacerdotes    | Sacerdotes    | Bautizados por sacerdote | Diáconos permanentes | Religiosos | Religiosos | Parroquias |
| Año                                                                             | Bautizados católicos | Total     | % de católicos | Total      | Clero secular | Clero regular | Bautizados por sacerdote | Diáconos permanentes | Varones    | Mujeres    | Parroquias |
| ------------------------------------------------------------------------------- | -------------------- | --------- | -------------- | ---------- | ------------- | ------------- | ------------------------ | -------------------- | ---------- | ---------- | ---------- |
| 1950                                                                            | 33 600               | 59 650    | 56.3           | 47         | 2             | 45            | 714                      |                      | 41         | 183        | 27         |
| 1959                                                                            | 48 681               | 70 987    | 68.6           | 55         | 7             | 48            | 885                      |                      | 61         | 235        | 37         |
| 1970                                                                            | 65 000               | 102 000   | 63.7           | 59         | 11            | 48            | 1101                     |                      | 146        | 228        | 33         |
| 1980                                                                            | 91 500               | 139 600   | 65.5           | 53         | 10            | 43            | 1726                     |                      | 105        | 190        | 36         |
| 1990                                                                            | 97 000               | 164 173   | 59.1           | 50         | 9             | 41            | 1940                     |                      | 94         | 187        | 37         |
| 1999                                                                            | 110 000              | 200 000   | 55.0           | 39         | 13            | 26            | 2820                     | 3                    | 56         | 115        | 27         |
| 2000                                                                            | 110 000              | 200 000   | 55.0           | 35         | 12            | 23            | 3142                     | 3                    | 55         | 126        | 27         |
| 2001                                                                            | 110 000              | 200 000   | 55.0           | 36         | 12            | 24            | 3055                     | 3                    | 56         | 117        | 27         |
| 2002                                                                            | 110 000              | 200 000   | 55.0           | 43         | 14            | 29            | 2558                     | 4                    | 50         | 118        | 29         |
| 2003                                                                            | 110 000              | 200 000   | 55.0           | 37         | 10            | 27            | 2972                     | 4                    | 42         | 110        | 29         |
| 2004                                                                            | 110 000              | 210 000   | 52.4           | 37         | 12            | 25            | 2972                     | 12                   | 44         | 111        | 29         |
| 2013                                                                            | 141 204              | 260 166   | 54.3           | 34         | 15            | 19            | 4153                     | 15                   | 30         | 87         | 18         |
| 2016                                                                            | 132 015              | 270 850   | 48.7           | 30         | 13            | 17            | 4400                     | 13                   | 26         | 68         | 18         |
| 2019                                                                            | 147 000              | 280 460   | 52.4           | 24         | 14            | 10            | 6125                     | 24                   | 18         | 53         | 32         |
| 2021                                                                            | 143 000              | 282 000   | 50.7           | 25         | 16            | 9             | 5720                     | 23                   | 17         | 57         | 32         |
| 2023                                                                            | 142 500              | 281 500   | 50.6           | 24         | 14            | 10            | 5937                     | 26                   | 18         | 46         | 29         |
| Fuente: Catholic-Hierarchy, que a su vez toma los datos del Anuario Pontificio. |                      |           |                |            |               |               |                          |                      |            |            |            |

## Episcopologio
- Guillaume Marie Douarre, S.M. † (13 de julio de 1847-27 de abril de 1853 falleció)
  - Pierre Rougeyron, S.M. † (1855-1873 renunció) (prefecto apostólico)[nota 1]
- Pierre-Ferdinand Vitte, S.M. † (4 de abril de 1873-15 de enero de 1880 renunció)
- Alphonse-Hilarion Fraysse, S.M. † (6 de abril de 1880-1 de mayo de 1905 falleció)
- Claude-Marie Chanrion, S.M. † (1 de septiembre de 1905-3 de febrero de 1937 renunció)
- Edoardo Bresson, S.M. † (1 de julio de 1937-9 de noviembre de 1956 renunció)
- Pierre-Paul-Émile Martin, S.M. † (9 de noviembre de 1956-7 de abril de 1972 renunció)
- Eugène Klein, M.S.C. † (7 de abril de 1972 por sucesión-19 de junio de 1981 renunció)
- Michel-Marie-Barnard Calvet, S.M. (19 de junio de 1981-14 de enero de 2025 retirado)
- Susitino Sionepoe, S.M., desde el 14 de enero de 2025